# 原田維織

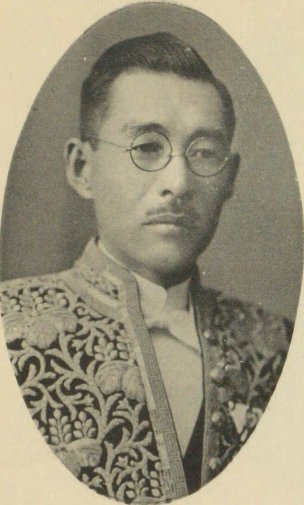
原田維織

原田 維織（はらだ いおり、1880年（明治13年）8月1日 - 1953年（昭和28年）11月14日）は、日本の内務・警察官僚、実業家。官選県知事。

## 経歴
鹿児島県姶良郡加治木町（現在の姶良市）出身。原田経治の長男として生まれた。第七高等学校造士館を卒業。1908年、東京帝国大学法科大学政治学科を卒業。1909年11月、文官高等試験行政科試験に合格。農商務省を経て、1910年、内務省に転じ福井県属兼同県警視となる。
以後、福井県今立郡長、同県敦賀郡長、青森県警察部長、北海道庁土木部長、福岡県内務部長、熊本県書記官・内務部長、新潟県書記官・内務部長、長野県書記官・内務部長などを歴任。
1928年2月、三重県知事に就任。産業振興に尽力。また、県会議事堂建設の予算を計上した。1929年11月、栃木県知事に転任。県会で激しく対立していた民政党と政友会の調停に尽力。1931年1月、休職となる。同年に退官。その後、南洋石油会社を創立し、社長、同顧問を務めた。